# Kevin Baron
Kevin Mark Patrick Baron (* 19. Juli 1926 in Preston; † 5. Juni 1971 in Ipswich) war ein englischer Fußballspieler. Der Halbstürmer war nach dem Ende des Zweiten Weltkriegs bis 1954 beim FC Liverpool aktiv und absolvierte 153 Pflichtspiele für die „Reds“.

## Sportlicher Werdegang
Kevin Baron wurde in Preston geboren und fand bereits vor dem Ende des Zweiten Weltkriegs den Weg zum FC Liverpool. Dort verpflichtete ihn der Trainer George Kay zunächst auf Amateurbasis, bevor dieser im August 1945 nach konstant guten Leistungen in der Jugendmannschaft in den Profibereich befördert wurde. Der sportliche Durchbruch ließ jedoch zunächst noch auf sich warten. Als junger Halbstürmer, der zwar bereits über gute athletische Fähigkeiten verfügte, mit knapp 1 Meter 73 aber noch etwas jungenhaft wirkte, blieb er in der Saison 1946/47, die Liverpool die englische Meisterschaft einbrachte, komplett unberücksichtigt.
Auch in den folgenden beiden Jahren blieb Barons Rolle auf die des Ergänzungsspielers beschränkt mit jeweils lediglich sechs Ligaeinsätzen. In der Spielzeit 1949/50 war er plötzlich Stammkraft. Nicht nur absolvierte er 38 von 42 Ligapartien (dabei gelangen ihm sechs Tore); auch im FA Cup steuerte er sieben Einsätze hinzu. Dazu zählte auch das Finale gegen den FC Arsenal, das jedoch mit 0:2 verloren ging. Ab der Saison 1951/52 stabilisierte Baron seine Leistungen weiter. Er verpasste nur zwei Meisterschaftsspiele und schoss dabei sechs Tore. In der folgenden Spielzeit 1952/53 absolvierte er zwar nur 27 Ligapartien, aber mit neun Treffern gelang ihm die beste Quote im Verlauf seiner Zeit in Liverpool. Der Verein durchlief jedoch eine sportliche Talfahrt und nach dem Abstieg als Tabellenletzter im Jahr 1954 wechselte Baron zum Drittligisten Southend United.
Bei dem Verein an der südostenglischen Küste absolvierte Baron in vier Jahren insgesamt 45 Toren in 138 Ligapartien, aber wenngleich Southend United stets am Ende in der oberen Tabellenhälfte der Südstaffel rangierte, blieb ein Aufstieg in die nächsthöhere Zweitklassigkeit außer Reichweite. In den folgenden Jahren ließ Baron bei Vereinen, die in der vierten Liga oder außerhalb der Football League aktiv waren, wie Northampton Town, Gravesend & Northfleet, Wisbech Town, dem FC Aldershot, Cambridge City, Bedford Town und Maldon Town seine Laufbahn ausklingen. Er ließ sich in der Grafschaft Suffolk nieder, arbeitete als Versicherungsvertreter und trainierte zeitweise parallel Maldon Town.
Er verstarb im Alter von nur 44 Jahren im Juni 1971 nach längerer Krankheit. Im April 1989 war sein Bruder Gerard Baron mit 67 Jahren das älteste Opfer der Hillsborough-Katastrophe.